# Parisomorphus bouvieri
Parisomorphus bouvieri är en skalbaggsart som beskrevs av Leon Fairmaire 1899. Parisomorphus bouvieri ingår i släktet Parisomorphus och familjen Dynastidae. Inga underarter finns listade i Catalogue of Life.